# 中埃塞俄比亚州
中埃塞俄比亚州是埃塞俄比亚的一个州。它成立于2023年8月19日，由原南方民族、部落和人民州北部（南埃塞俄比亚州经公投成立后南方民族、部落和人民州的剩余部分）构成。该地区人口最多的族群是古拉格人和哈迪亚人，占地区人口的70％，该州的首席行政官恩达沙乌·塔瑟是古拉格人。